# Færgekroen (kro)
 Denne artikel omhandler kroen Færgekroen. Opslagsordet har også en anden betydning, se Færgekroen.
Færgekroen er en dansk kro fra 1823, beliggende i Hadsund Syd på sydsiden af Mariager Fjord. Færgekroen har tilsvarende et lille hotel (Hotel Syd) der er beliggende på den anden side af gaden.

## Historie
Den første kro byggedes i 1823 af kro- og færgemand Peder Nielsen, Rostrup. Denne kro blev ombygget i 1856 af hans søn, Niels Pedersen. Af senere ejere kan nævnes: Jakob Knudsen 1920-34, Fr. Nielsen 1934-37, Christian Borresen 1937-43, Theilmann Møller 1943-50, K. M. Strømberg 1950-52, A. Chr. Andersen 1952-53, Konrad Overgaard 1953-69, Nørgaard Jakobsen 1969-72. Kroen brændte i efteråret 1969, men genåbnedes i ny skikkelse i 1970.
Den nuværende ejer er, Jens Nørgaard Jakobsen, han overtog kroen i 1972 efter sin far Nørgaard Jakobsen og ombyggede den i vinteren 1976-77 og igen i 2000 til den nuværende skikkelse. Desuden er virksomheden udvidet med hoteldrift (Hotel Syd).